# Episodi di Justified (quarta stagione)
La quarta stagione della serie televisiva Justified è stata trasmessa in prima visione negli Stati Uniti d'America sul canale via cavo FX dall'8 gennaio al 2 aprile 2013.
In Italia la stagione è andata in onda sul canale satellitare AXN dal 22 gennaio al 18 aprile 2014.
| nº | Titolo originale       | Titolo italiano          | Prima TV USA     | Prima TV Italia  |
| -- | ---------------------- | ------------------------ | ---------------- | ---------------- |
| 1  | Hole in the Wall       | Un buco nel muro         | 8 gennaio 2013   | 22 gennaio 2014  |
| 2  | Where's Waldo?         | Che fine ha fatto Waldo? | 15 gennaio 2013  | 29 gennaio 2014  |
| 3  | Truth and Consequences | Rivelazioni scomode      | 22 gennaio 2013  | 5 febbraio 2014  |
| 4  | The Bird Has Flown     | Un attimo di vita        | 29 gennaio 2013  | 12 febbraio 2014 |
| 5  | Kin                    | Caccia all'uomo          | 5 febbraio 2013  | 19 febbraio 2014 |
| 6  | Foot Chase             | L'uomo scomparso         | 12 febbraio 2013 | 26 febbraio 2014 |
| 7  | Money Trap             | Soldi nascosti           | 19 febbraio 2013 | 5 marzo 2014     |
| 8  | Outlaw                 | Fuorilegge               | 26 febbraio 2013 | 12 marzo 2014    |
| 9  | The Hatchet Tour       | Chi è Drew Thompson?     | 5 marzo 2013     | 19 marzo 2014    |
| 10 | Get Drew               | La resa di Drew          | 12 marzo 2013    | 26 marzo 2014    |
| 11 | Decoy                  | L'agguato                | 19 marzo 2013    | 4 aprile 2014    |
| 12 | Peace of Mind          | Pace interiore           | 26 marzo 2013    | 11 aprile 2014   |
| 13 | Ghosts                 | Sospeso dal servizio     | 2 aprile 2013    | 18 aprile 2014   |